# Jorge Stolfi
 (avril 2019).
Si vous disposez d'ouvrages ou d'articles de référence ou si vous connaissez des sites web de qualité traitant du thème abordé ici, merci de compléter l'article en donnant les références utiles à sa vérifiabilité et en les liant à la section « Notes et références ».
Jorge Stolfi (né en 1950 à São Paulo) est professeur d'informatique à l'université d'État de Campinas et linguiste. Il a aussi collecté, maintenu et diffusé, à travers le DEC gatekeeper ftp archives et le Prime Time Freeware, un ensemble de mots qui plus tard servira de base de données pour le correcteur orthographique Ispell. 
Il a été l'élève de Leonidas John Guibas à l'université Stanford et a travaillé dans le domaine de la géométrie algorithmique. Parmi ses récents travaux, on peut citer une étude du manuscrit de Voynich et des logiciels libres pour les transducteurs à état fini utilisés dans le traitement automatique des langues.